# 裴山镇
裴山镇，是中华人民共和国河北省保定市易县下辖的一个乡镇级行政单位。

## 行政区划
裴山镇下辖以下地区：
南街村、西街村、北街村、南庄村、向阳村、西霍山村、东霍山村、北邵村、辛旺村、舍龙城村、东罗村、中罗村、小罗村、西罗村、东白涧村、西白涧村、北白虹村、南福地村、南白虹村、高家庄村、南太和庄村和车网地村。